# Otto von Schmidt (General, 1820)
Otto Schmidt, seit 1871 Ritter von Schmidt (* 20. Dezember 1820 in Aschaffenburg; † 18. Oktober 1902) war ein bayerischer General der Infanterie.

## Leben

### Herkunft
Otto war der Sohn des bayerischen Generalmajors Johann Nepomuk Schmidt und dessen Ehefrau Wilhelmine Katharina, geborene von Wallmenich.

### Militärkarriere
Nach dem Besuch des Kadettenkorps in München wurde Schmidt am 11. August 1840 als Fahnenjunker dem 10. Infanterie-Regiment „Albert Papenheim“ der Bayerischen Armee überwiesen. Er avancierte bis Ende April 1841 zum Unterleutnant, wurde Mitte Dezember 1843 in das 3. Infanterie-Regiment „Prinz Karl“ versetzt und stieg im August 1848 zum Oberleutnant auf. Unter Beförderung zum Hauptmann II. Klasse erfolgte Ende Juni 1854 seine Rückversetzung in das 10. Infanterie-Regiment „Albert Papenheim“. Im September 1858 nahm Schmidt während eines dreiwöchigen Urlaubs an den Manövern des X. Bundeskorps bei Hannover teil. Als Hauptmann I. Klasse wurde er am 3. November 1861 zum Generalquartiermeisterstab versetzt und am 20. Mai 1862 als Generalstabsoffizier dem Generalkommando in München kommandiert. Ein Jahr später avancierte Schmidt zum Major und kehrte im Monat darauf an die Zentralstelle des Generalstabes zurück.
Im Krieg gegen Preußen war Schmidt 1866 zur Dienstleistung im Hauptquartier des VII. Bundeskorps kommandiert und nahm an den Kämpfen bei Dernbach, Kissingen sowie Roßbrunn teil. Nach dem Waffenstillstand wurde er am 30. Juli 1866 zum Kommandeur des 1. Jägerbataillons „König“ ernannt. In dieser Stellung erhielt Schmidt im Januar 1868 das Ritterkreuz I. Klasse des Verdienstordens vom Heiligen Michael und avancierte Ende Mai desselben Jahres zum Oberstleutnant.
Schmidt führte seine Jäger während des Krieges gegen Frankreich in den Kämpfen bei Beaumont, Sedan und im Oktober/November 1870 bei Orléans. Unter Beförderung zum Oberst wurde er am 10. November 1870 zum Kommandeur des 11. Infanterie-Regiment „von der Tann“ ernannt, mit dem er an den weiteren Kämpfen des Loirefeldzuges teilnahm. Nachdem sich ein unter dem Vorsitz des Generalleutnants von Maillinger tagenden Ordenskapitels einstimmig für seine Aufnahme in den Militär-Max-Joseph-Orden ausgesprochen hatte, wurde Schmidt für sein Verhalten während des Gefechts bei Beaumont mit dem Ritterkreuz ausgezeichnet. Mit der Beleihung war der persönliche Adel verbunden und er durfte sich nach der Eintragung in die bayerischen Adelsmatrikel „Ritter von Schmidt“ nennen. Außerdem wurde ihm Mitte Juli 1871 noch das Komturkreuz des Militärverdienstordens mit Schwertern verliehen sowie Anfang August 1871 die Erlaubnis zum Tragen des Eisernen Kreuzes I. Klasse erteilt.
Unter Beförderung zum Generalmajor wurde Schmidt am 4. Dezember 1874 Kommandeur der 4. Infanterie-Brigade in Ingolstadt und am 19. August 1880 mit dem Ritterkreuz des Verdienstordens der Bayerischen Krone ausgezeichnet. Als Generalleutnant war er ab dem 1. März 1882 Kommandeur der 2. Division in Augsburg an. Nachdem Schmidt im Dezember 1886 das Großkreuz des Militärverdienstordens erhalten hatte, wurde er unter Verleihung des Charakters als General der Infanterie am 4. März 1887 in Genehmigung seines Abschiedsgesuches mit Pension zur Disposition gestellt.

### Familie
Schmidt war mit Maria Steiger verheiratet. Aus der Ehe ging der spätere bayerische General der Kavallerie Otto von Schmidt hervor.